# Heteropsis
Heteropsis é um género botânico pertencente à família Araceae.

## Espécies
- Heteropsis boliviana Rusby
- Heteropsis ecuadorensis Sodiro
- Heteropsis flexuosa (Kunth) G.S.Bunting
- Heteropsis linearis A.C.Sm.
- Heteropsis longispathacea Engl.
- Heteropsis macrophylla A.C.Sm.
- Heteropsis melinonii (Engl.) A.M.E. Jonker & Jonker
- Heteropsis oblongifolia Kunth
- Heteropsis peruviana K.Krause
- Heteropsis rigidifolia Engl.
- Heteropsis salicifolia Kunth
- Heteropsis spruceana Schott
- Heteropsis steyermarkii G.S.Bunting
- Heteropsis tenuispadix G.S.Bunting